# Heilige Alliantie

De stichtende landen van de Heilige Alliantie, grenzen van 1840.
----
Keizerrijk Oostenrijk
Koninkrijk Pruisen
Keizerrijk Rusland

De Heilige Alliantie was een bondgenootschap van Rusland, Oostenrijk en Pruisen, gevormd op 26 september 1815 in Parijs op initiatief van tsaar Alexander I van Rusland, als onderdeel van de Restauratie na de val van Napoleon.
Het bondgenootschap werd gesloten om een christelijk tegenwicht te bieden tegen de seculiere en democratische ideeën van de Franse Revolutie. De tsaar was op dat moment onder de invloed van een Russische mystica, barones Barbara Juliana von Krüdener. Het idee voor de alliantie was waarschijnlijk afkomstig van haar.
Het feit dat Rusland, Oostenrijk en Pruisen elk een andere vorm van het christendom aanhingen (respectievelijk de Russisch-Orthodoxe Kerk, het rooms-katholicisme en het protestantisme) was geen probleem. De drie landen hadden jarenlang samen gevochten tegen de Franse Revolutie en Napoleon. Ook waren de drie landen al verenigd in een ander antirevolutionair bondgenootschap, de Quadruple Alliantie. De Heilige Alliantie en Quadruple Alliantie werden dan ook al snel met elkaar vereenzelvigd.
Politiek gezien was het verdrag een redelijk vaag en weinigzeggend document; het was in de eerste plaats een religieus manifest. De vorsten beloofden alleen om volgens de christelijke principes van liefde, gerechtigheid en barmhartigheid te handelen en de christelijke moraliteit niet alleen in het privéleven maar ook het publieke leven als leidraad te gebruiken. De alliantie werd eigenlijk alleen serieus genomen door tsaar Alexander I. De machtige Oostenrijkse staatsman Metternich noemde het een "hoop herrie over niets" en de Britse minister van buitenlandse zaken Castlereagh deed het af als "subliem mysticisme en nonsens". In handen van reactionaire staatslieden als Metternich werd de alliantie al snel omgevormd tot een instrument van de Quadruple Alliantie om in naam van het christendom elke poging tot liberale hervorming neer te slaan.

## Geschiedenis
Na het vormen van de Heilige Alliantie in 1815 traden alle vorsten van Europa toe tot het bondgenootschap, met uitzondering van de koning van Groot-Brittannië, die om constitutionele redenen niet kon toetreden (maar wel als koning van Hannover toetrad) en de sultan van het Ottomaanse Rijk, die vanwege het christelijke karakter van de alliantie niet werd uitgenodigd om toe treden. Ook de paus trad niet toe tot de Heilige Alliantie; de Rooms-Katholieke Kerk was onverschillig of zelfs vijandelijk tegenover het bondgenootschap vanwege het interreligieuze karakter en het feit dat het door een niet-katholieke vorst was gevormd.
Met het uiteenvallen van de Quadruple Alliantie in 1823, de dood van tsaar Alexander I in 1825 en de Belgische Revolutie en Julirevolutie in 1830 was het in feite afgelopen met de Heilige Alliantie. Rusland, Oostenrijk en Pruisen reactiveerden de alliantie echter met de Conventie van Berlijn in 1833. Met het uitbreken van de Krimoorlog in 1853 was het definitief afgelopen met de Heilige Alliantie.
De Heilige Alliantie bleef een invloedrijk idee. In 2004 bijvoorbeeld schreef de Amerikaanse hoogleraar Zbigniew Brzeziński (voormalig nationaal veiligheidsadviseur van president Carter) dat president George W. Bush een anti-islamitisch bondgenootschap aan het smeden was, te vergelijken met de Heilige Alliantie van 1815.

## Afbeeldingen

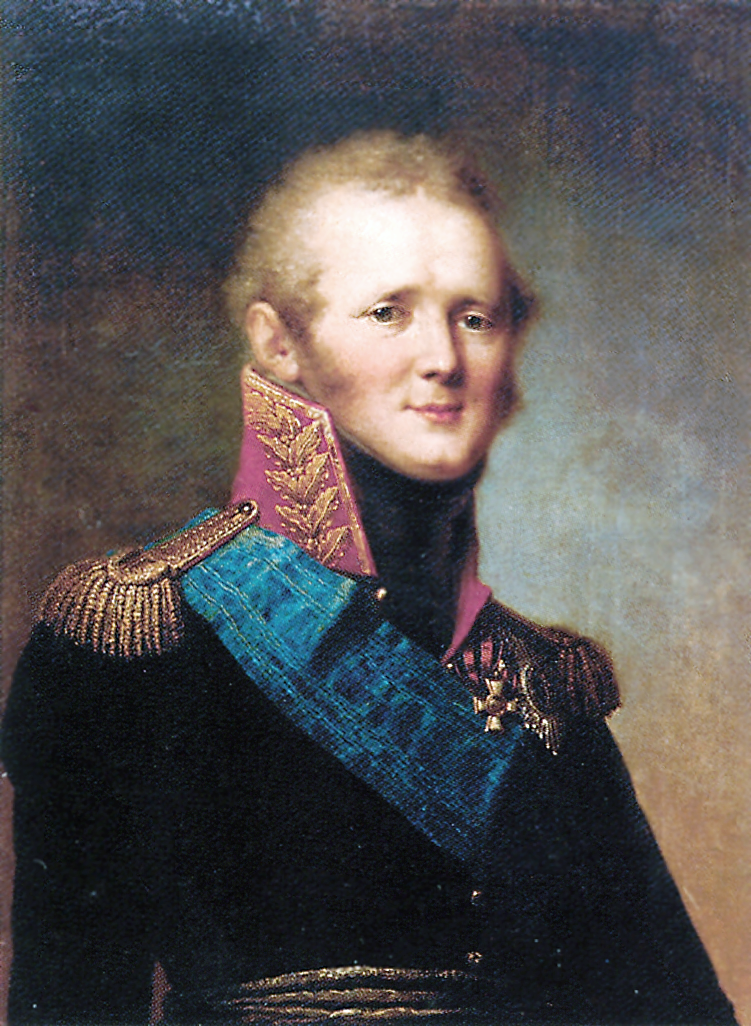
De Heilige Alliantie werd gevormd op initiatief van tsaar Alexander I van Rusland
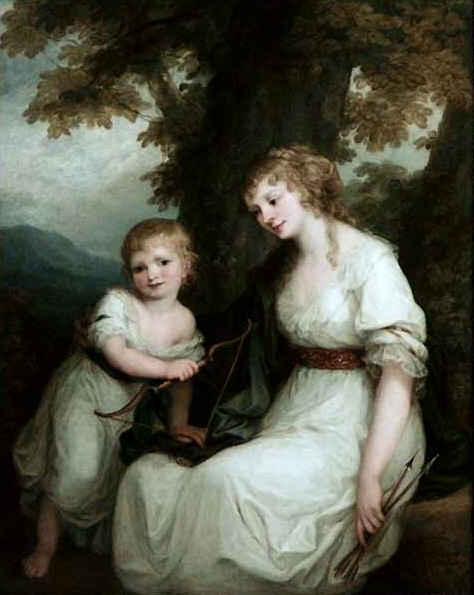
Het idee voor het bondgenootschap was waarschijnlijk afkomstig van een Russische mystica, barones Barbara Juliana von Krüdener
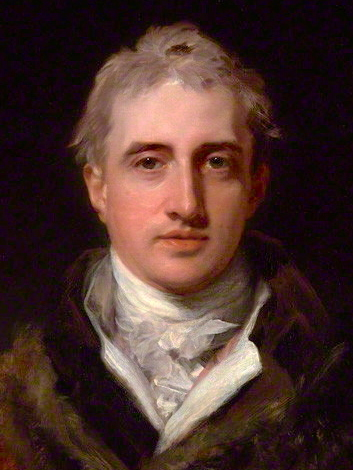
De Britse minister van buitenlandse zaken Castlereagh deed de Heilige Alliantie af als "subliem mysticisme en nonsens"